# Britische Botschaft in Berlin

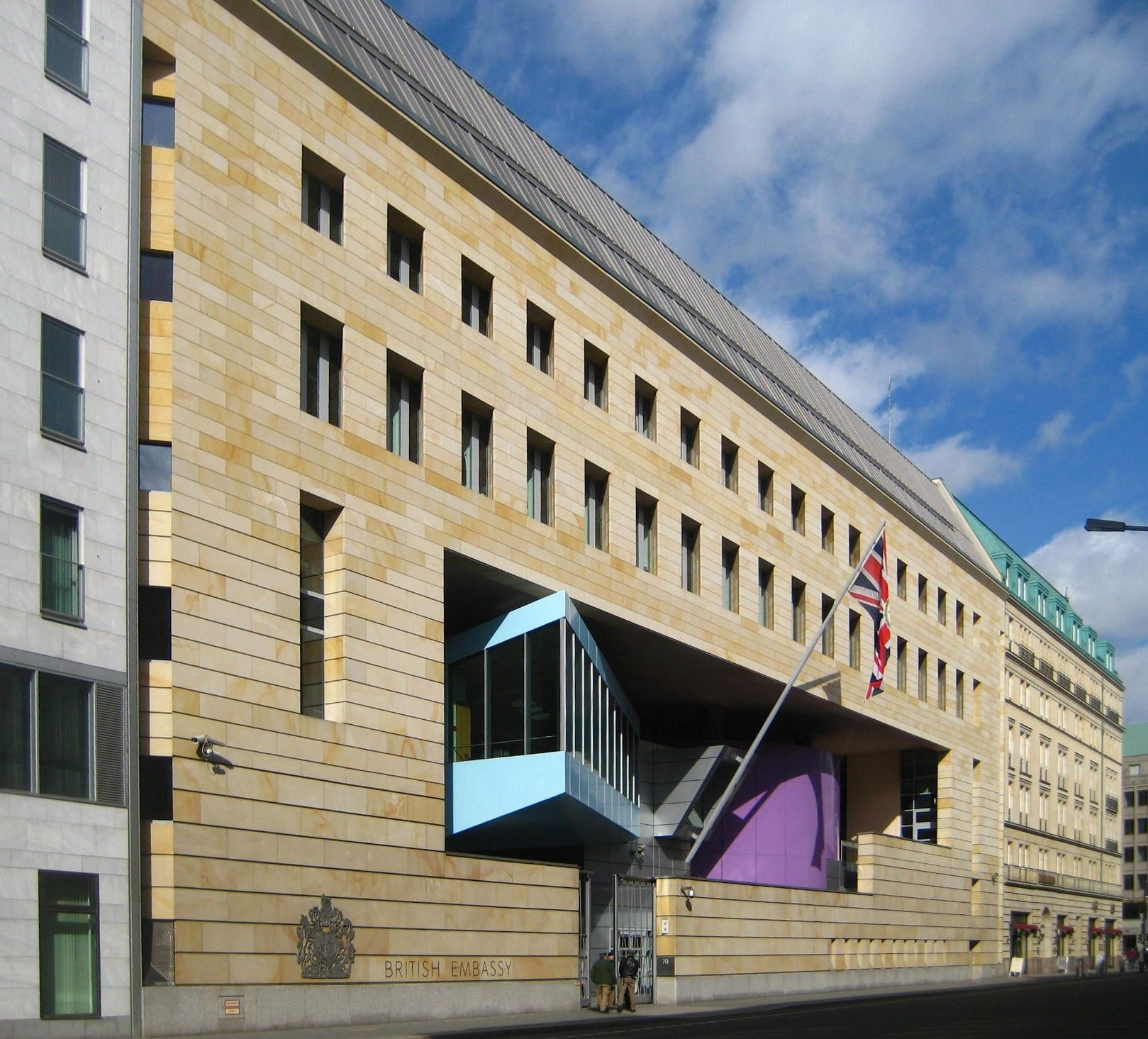
Britische Botschaft in Berlin

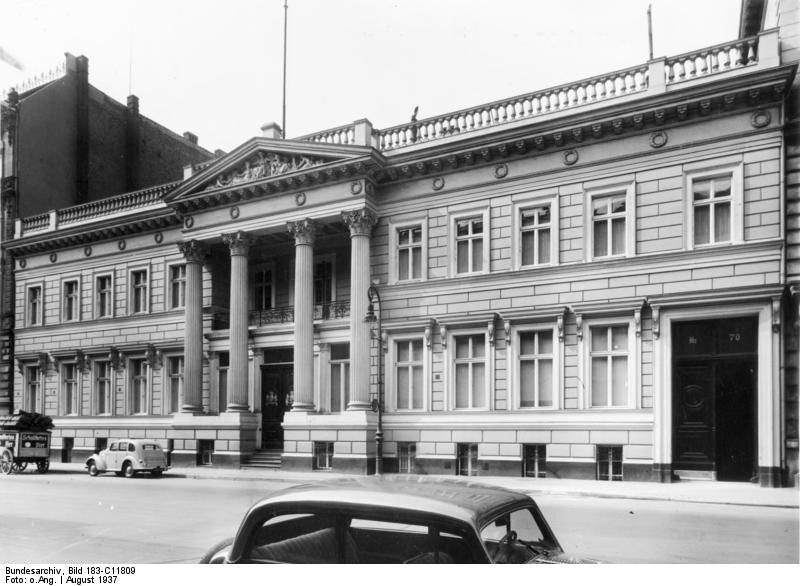
Die alte Britische Botschaft im Palais Strousberg, 1937

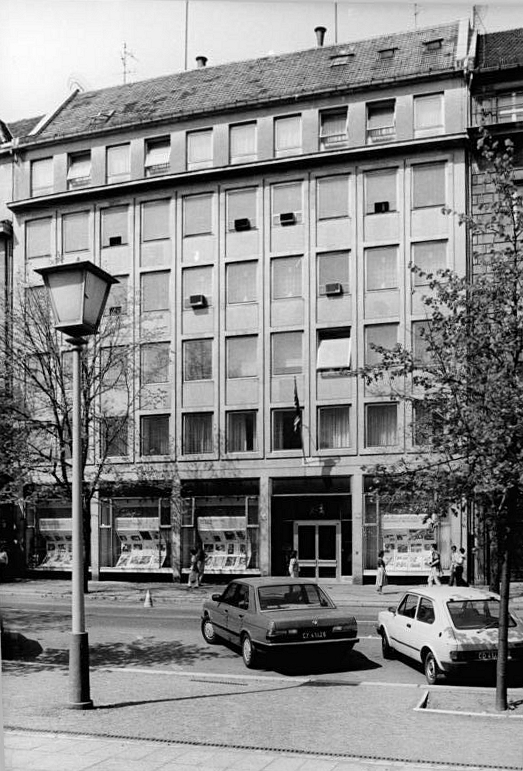
Britische Botschaft in Ost-Berlin Unter den Linden 32–34, 1987

Die Britische Botschaft in Berlin ist die diplomatische Vertretung des Vereinigten Königreichs in Deutschland. Sie befindet sich in der Wilhelmstraße 70/71 neben dem Hotel Adlon im Berliner Ortsteil Mitte des gleichnamigen Bezirks. 
Derzeitiger Botschafter ist seit dem 4. September 2024 Andrew Jonathan Mitchell.

## Geschichte
Bereits im 19. Jahrhundert gehörte das Areal an der Wilhelmstraße dem Vereinigten Königreich, das mit dem Deutschen Reich diplomatische Beziehungen unterhielt. Es hatte zuvor das von August Orth entworfene Palais Strousberg erworben. Die offizielle Botschaftsadresse war im Jahr 1900: Wilhelmstraße 70. Der Generalkonsul für Großbritannien und Irland Paul von Schwabach hatte seinen Sitz in der Behrenstraße 63.
Im Zweiten Weltkrieg wurde das Botschaftsgebäude schwer beschädigt und in den Nachkriegsjahren enttrümmert. Das Grundstück blieb jedoch weiterhin Eigentum des britischen Staates.
Nach der weltweiten Anerkennungswelle der DDR vereinbarte die britische Regierung 1973 mit DDR-Vertretern den Austausch von Diplomaten. In Ost-Berlin wurde daraufhin in dem Gebäude Unter den Linden 32–34, das sich im Staatsbesitz der DDR befand, eine eigene Botschaft eröffnet.

## Botschaftsgebäude
Nach dem Beschluss im Jahre 1991, den deutschen Regierungssitz von Bonn (siehe Botschaft des Vereinigten Königreichs (Bonn)) nach Berlin zu verlegen, beschloss die britische Regierung, an dem historischen Ort ein neues Botschaftsgebäude zu errichten. Daraufhin wurde ein Architekturwettbewerb ausgeschrieben, den das Büro Michael Wilford & Partners (siehe auch Manuel Schupp) gewann. Der erste Spatenstich erfolgte am 29. Juni 1998. Die einzige Straßenseite des Gebäudes erhielt über zwei Etagen eine große Öffnung, die symbolhaft einen Einblick in die Botschaft geben soll. Für die Fassade selbst galt wie für alle umstehenden Gebäude die Einhaltung einer Traufhöhe von 22 Metern bei einem hohen Anteil an geschlossener Fläche. Auch das türkisgrüne Dach ist vorgeschrieben, das Michael Wilford hier als potemkinsche Konstruktion mit Dachschräge umsetzte; das Haus besitzt eigentlich nur ein Flachdach.
Das neue Botschaftsgebäude wurde am 18. Juli 2000 durch Königin Elisabeth II. eröffnet.
Mit der gewachsenen Terrorgefahr nach den  Terroranschlägen am 11. September 2001 wurde der gesamte Botschaftsbereich zeitweilig für den öffentlichen Zugang gesperrt. Später wurden spezielle Sicherheitskontrollen für alle Besucher eingeführt. Außerdem ist seit 2001 die Wilhelmstraße zwischen Behrenstraße und Unter den Linden für den durchgehenden Kraftfahrzeugverkehr komplett abgeriegelt.
Das britische Botschaftsgebäude gilt als die erste privat finanzierte Botschaft sowohl in Deutschland als auch in der ganzen Welt. Eine deutsche Firma finanziert die Gesandtschaft 30 Jahre lang, eine Verlängerung ist möglich. Der Wintergarten und die angrenzenden Konferenzräume wurde unter der Bezeichnung ARTrium für Seminare, Konferenzen und Gala-Dinner vermietet.
Wie 2013 bekannt wurde, wird seit 2000 auf dem Dach eine Abhöranlage für Mobilfunk-, WiFi- und andere Kommunikationsdaten betrieben. Mit der Anlage sei es auch möglich, die Kommunikation des Kanzleramtes und des Reichstages abzuhören.

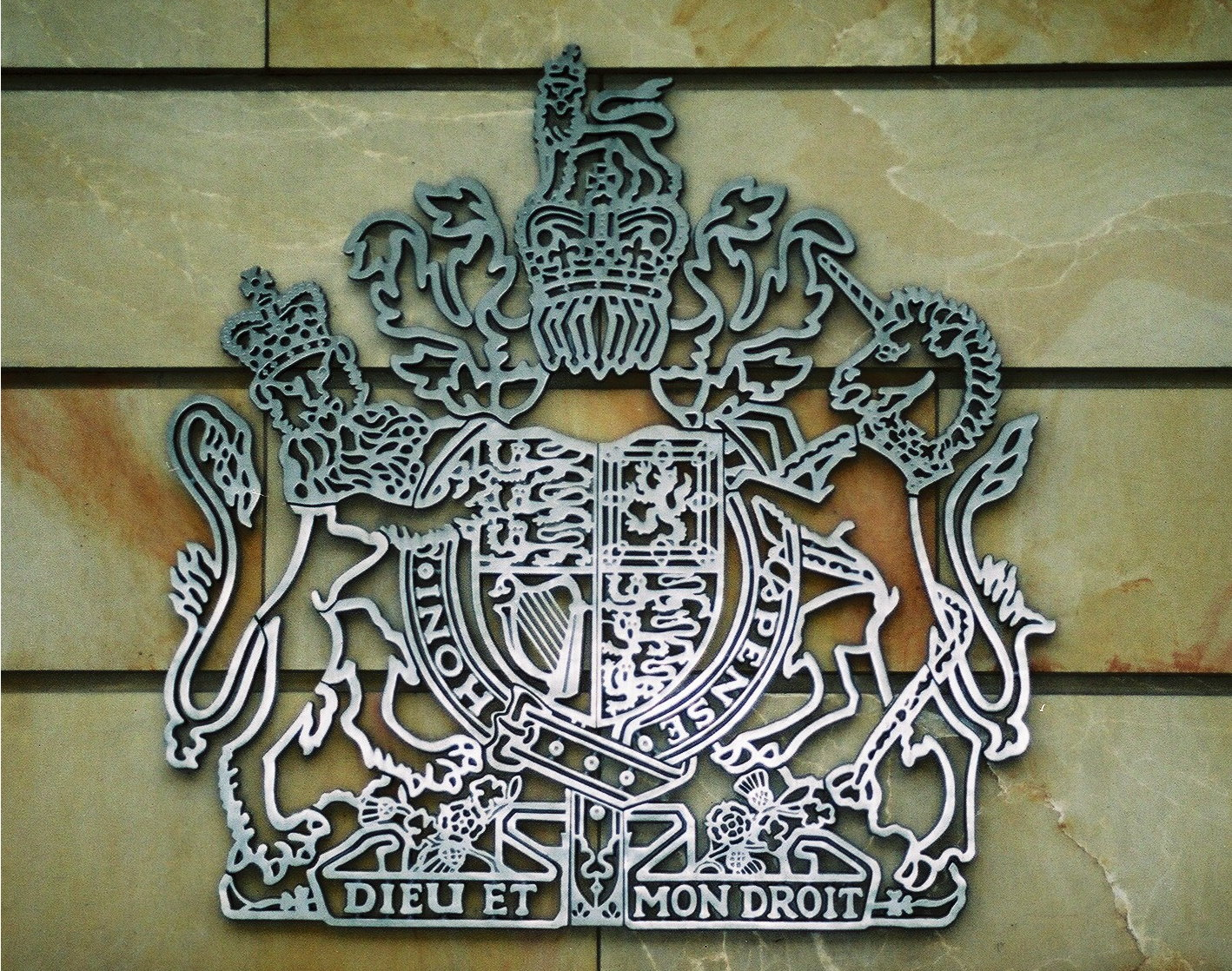
Königliches Wappen an der Eingangsfassade
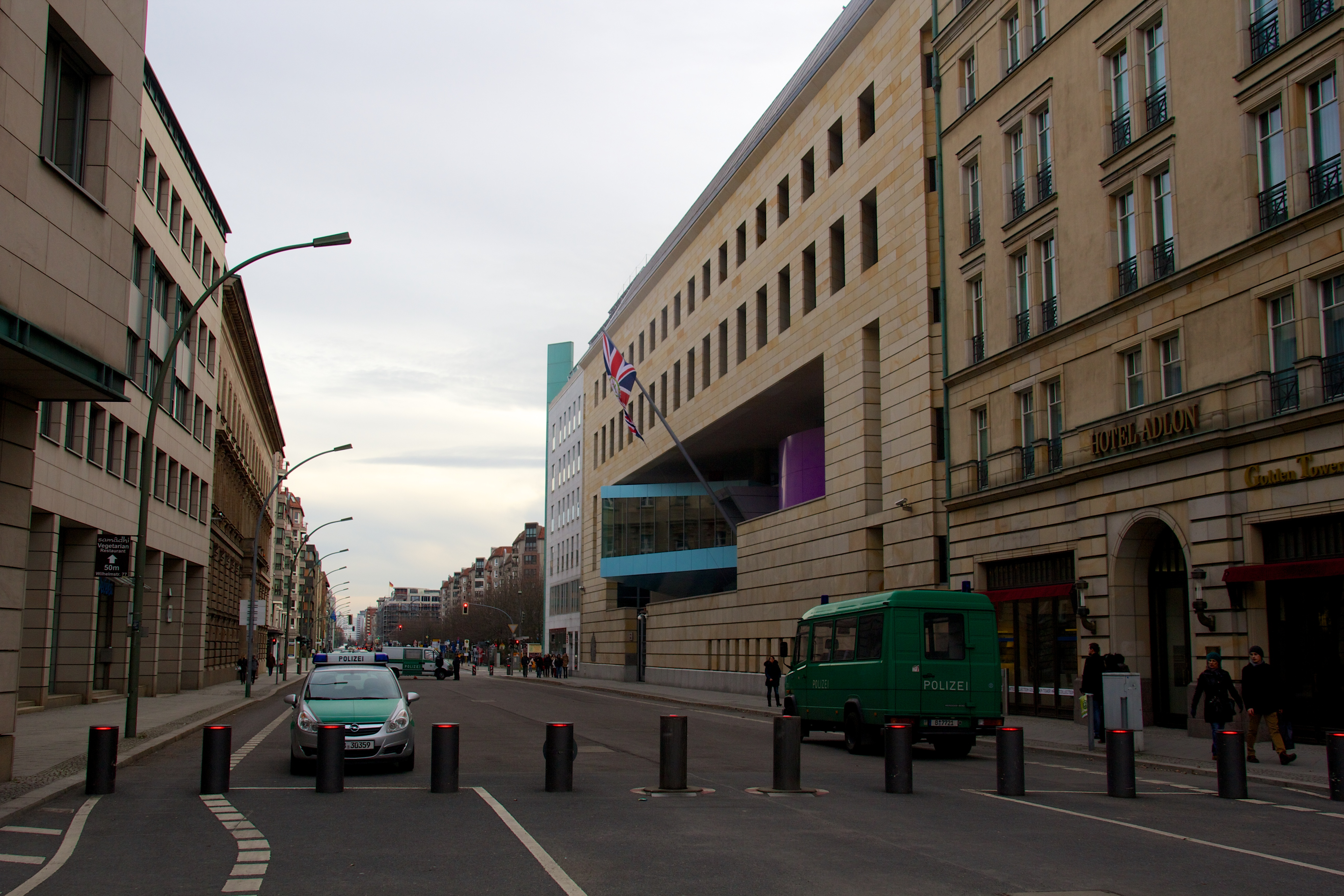
Straßensperrung zur Britischen Botschaft
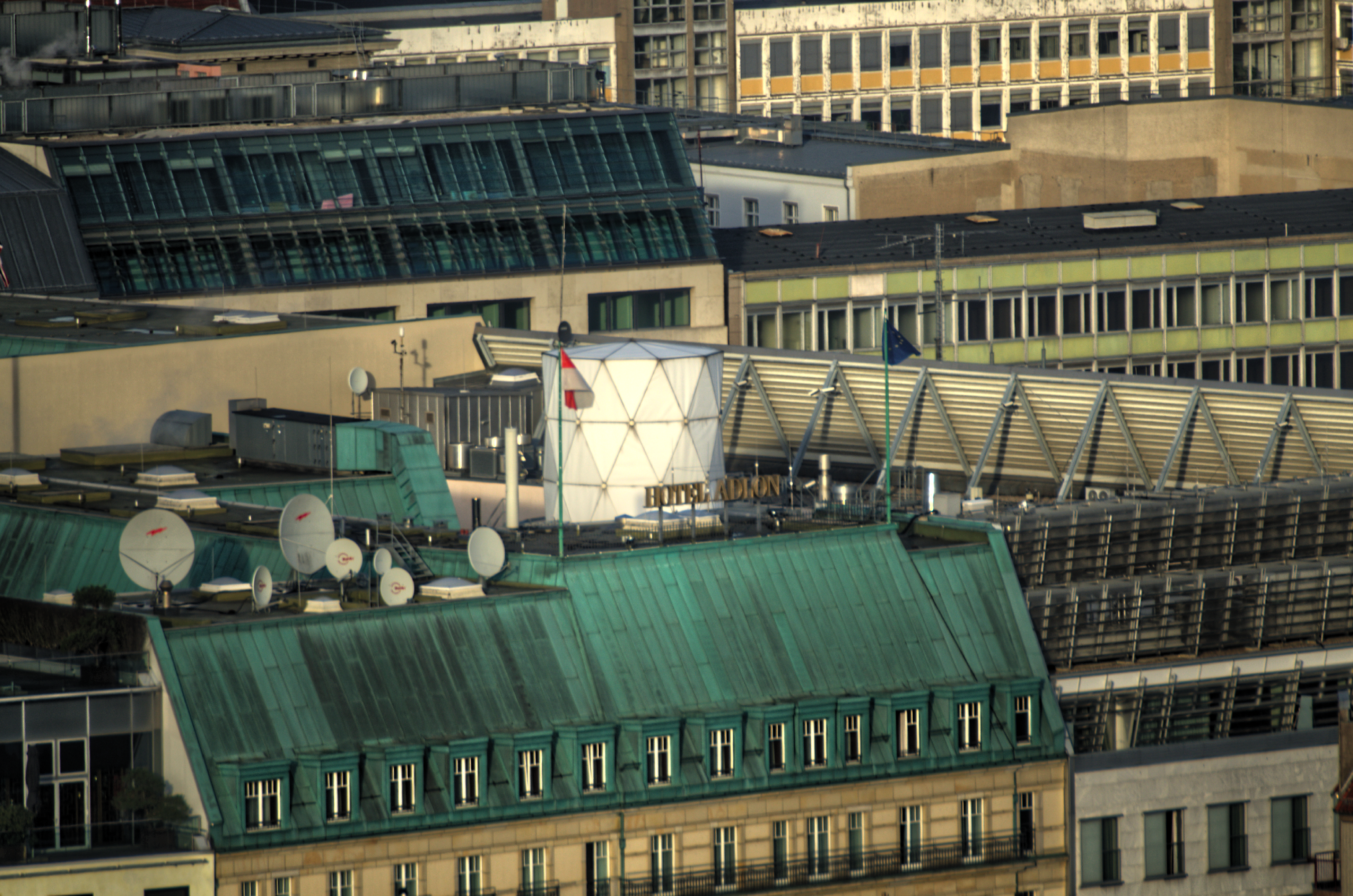
Antennen auf dem Dach der Britischen Botschaft
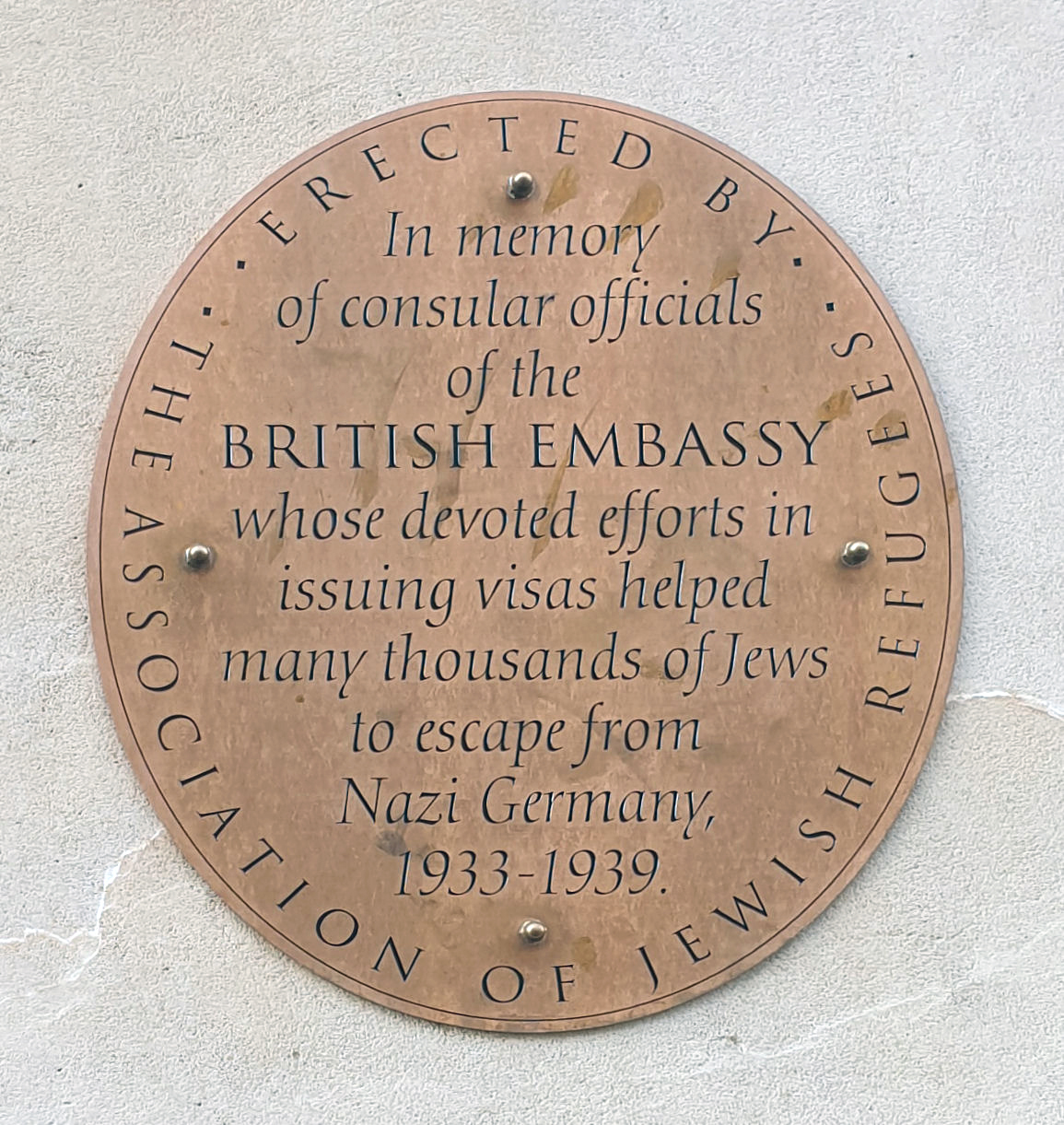
Gedenktafel für mutige Konsularbeamte
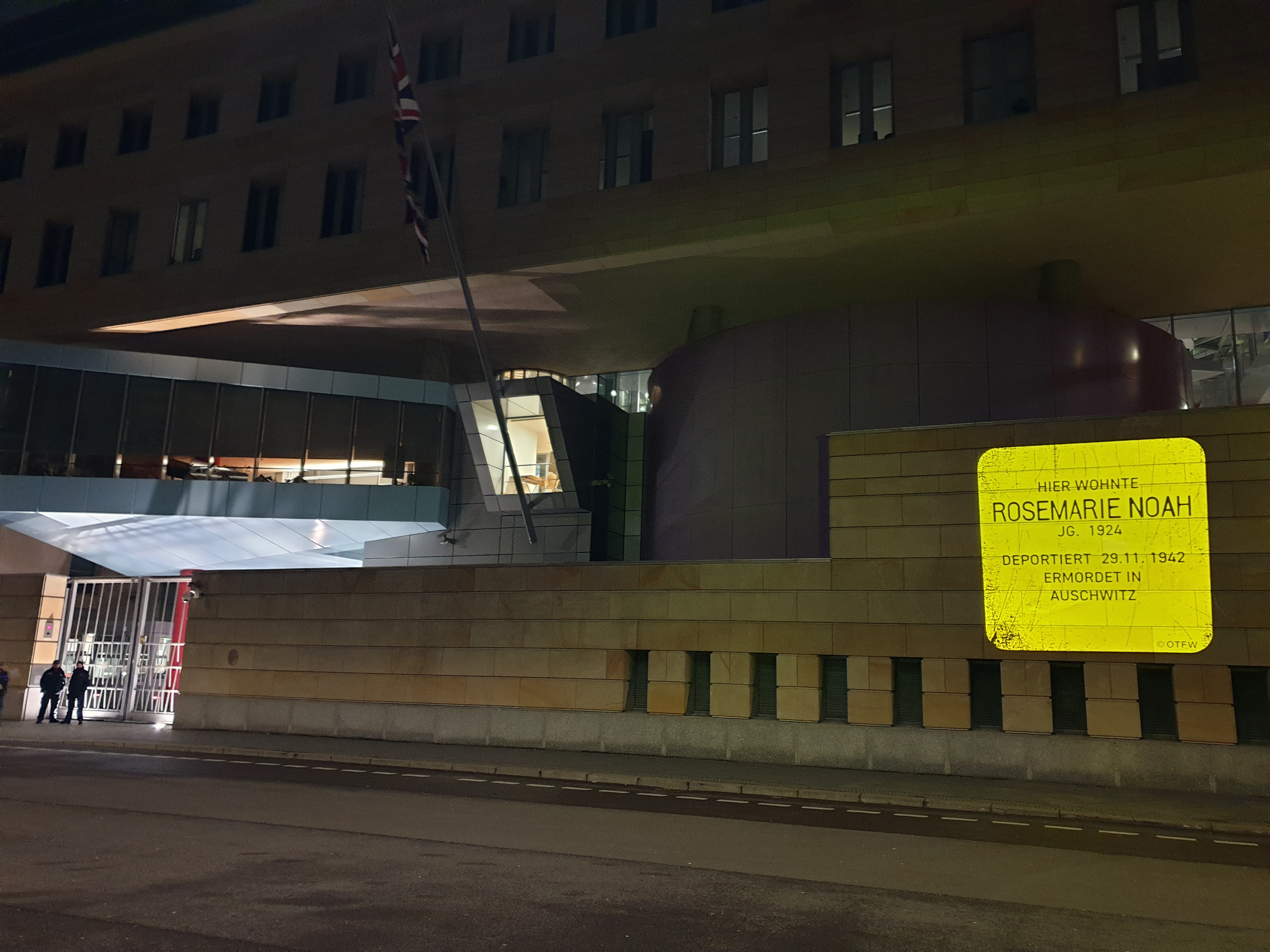
Gedenken an den Holocaust